# Piroeletricidade
Piroeletricidade (do grego pyr, fogo, e eletricidade) é a capacidade de alguns materiais de gerarem temporariamente um potencial elétrico quando aquecidos ou arrefecidos. A mudança de temperatura modifica ligeiramente as posições dos átomos na estrutura cristalina, de tal modo que a polarização do material é alterada. Esta alteração da polarização dá origem a um potencial elétrico temporário, que desaparece após o tempo de relaxação dielétrica.
A piroeletricidade não deve ser confundida com termoeletricidade, onde um perfil térmico fixo, não-uniforme, dá origem a uma diferença de potencial elétrico permanente.

## Explicação
A piroeletricidade pode ser visualizada como um dos lados de um triângulo, no qual cada vértice representa estados de energia do cristal: energia cinética, elétrica e térmica. O lado entre os vértices elétrico e térmico representa o efeito piroelétrico e não produz energia cinética. O lado entre os vértices cinético e elétrico representa o efeito piezoelétrico e não produz calor.
Embora tenham sido concebidos materiais piroelétricos artificiais, este efeito foi inicialmente descoberto em minerais como a turmalina. O efeito piroelétrico está também presente nos ossos e tendões.
A carga piroelétrica nos minerais desenvolve-se nas faces opostas de cristais assimétricos. A direção para a qual tende a propagação da carga é usualmente constante ao longo do material piroelétrico, mas em alguns materiais esta direção pode ser alterada por um campo elétrico próximo. Estes materiais dizem-se ferroelétricos. Todos os materiais piroelétricos são também piezoelétricos. Note-se contudo, que alguns materiais piezoelétricos têm uma simetria cristalina que não permite a piroeletricidade.

## História
A primeira referência ao efeito piroelétrico encontra-se nos escritos de Teofrasto em 314 a.C., que notou que a turmalina atraía palhas e cinzas quando aquecida. As propriedades da turmalina foram redescobertas em 1707 por Johann Georg Schmidt, que reparou nas propriedades atrativas do mineral quando aquecido. A piroeletricidade foi descrita pela primeira vez - apesar de não ter sido assim designada - por Louis Lemery em 1717. Em 1747 Lineu associou pela primeira vez o fenómeno à eletricidade, o que só veio a ser demonstrado por Franz Ulrich Theodor Aepinus, em 1756.
O estudo da piroeletricidade tornou-se mais sofisticado no século XIX. Em 1824 David Brewster deu ao efeito o nome que hoje tem. Tanto William Thomson em 1878, como Woldemar Voigt em 1897, ajudaram a desenvolver uma teoria para os processos por detrás da piroeletricidade. Pierre Curie e o seu irmão, Jacques Curie, estudaram a piroeletricidade na década de 1880, o que conduziu à descoberta de alguns dos mecanismos por detrás da piezoeletricidade.

## Classes cristalinas piroelétricas
As estruturas cristalinas podem ser divididas em 32 classes, ou grupos pontuais, segundo o número de eixos rotacionais e planos de reflexão que exibem e que mantém a estrutura do cristal piroelétrico. Entre as 32 classes de cristais, vinte e uma são não-centrossimétricas (não têm centro de simetria). Destas vinte e uma, vinte exibem piezoeletricidade direta, sendo a restante a classe cúbica 432. Dez destas vinte classes piezoelétricas são polares, i.e., exibem uma polarização espontânea, tendo um dipolo na sua célula unitária, e exibem piroeletricidade. Todos os cristais polares são piroelétricos.
Classes de cristal piezoelétricas: 1, 2, m, 222, mm2, 4, -4, 422, 4mm, -42m, 3, 32, 3m, 6, -6, 622, 6mm, -62m, 23, -43m
Piroelétricas: 1, 2, m, mm2, 3, 3m, 4, 4mm, 6, 6mm

## Desenvolvimentos recentes
Têm sido feitos progressos na criação de materiais piroelétricos artificiais, usualmente na forma de uma película fina, a partir de nitreto de gálio (GaN), nitrato de césio (CsNO3), fluoretos de polivinila, derivados de fenilpirazina, e ftalocianina de cobalto (ver cristal piroelétrico). O tantalato de lítio (LiTaO3) é um cristal que exibe tanto propriedades piezoelétricas como piroelétricas que tem sido usado para criar fusão nuclear em pequena escala ("fusão piroelétrica").

## Descrição matemática
O coeficiente piroelétrico pode ser descrito como a variação do vetor de polarização espontânea com a temperatura:
{\displaystyle p_{i}={\frac {\partial P_{S,i}}{\partial T}}}
em que pi (Cm-2K-1)
é o vetor do coeficiente piroelétrico.

## Geração de energia
Um material piroelétrico pode ser repetidamente aquecido e arrefecido (de forma análoga a uma máquina térmica) para gerar energia elétrica utilizável. Um grupo calculou que a piroeletricidade num ciclo de Ericsson poderia atingir uma eficiência de Carnot igual a 50%, enquanto um outro estudo descobriu um material que poderia em teoria atingir uma eficiência de 84 a 92% (estes valores de eficiências são para a piroeletricidade propriamente dita, ignorando perdas no aquecimento e arrefecimento do substrato, outras perdas por transferência de calor, e todas as restantes perdas noutras partes do sistema). Entre as possíveis vantagens dos geradores piroelétricos na geração de eletricidade (quando comparada com o motor convencional mais gerador elétrico), incluem-se temperaturas de funcionamento potencialmente menores, equipamento menos volumoso, e menos partes móveis. Embora tenham sido aceitas algumas patentes para um tal aparelho, a sua comercialização não parece estar próxima.